# Тель, Матис
Мати́с Анри́ Тель (фр. Mathys Henri Tel; родился 27 апреля 2005) — французский футболист, нападающий английского клуба «Тоттенхэм Хотспур».

## Клубная карьера
Уроженец Сарселя, Матис выступал за молодёжные команды футбольных клубов «Вилье-ле-Бель», «Париж», «Жёнесс Обервилье», «Монруж 92» и «Ренн». 15 августа 2021 года дебютировал в основном составе «Ренна» в матче францзуской Лиги 1 против «Бреста». В возрасте 16 лет и 110 дней стал самым молодым игроком в истории «Ренна», побив рекорд Эдуарду Камавинги.
26 июля 2022 года перешёл в немецкую «Баварию» за 20 млн евро, ещё 8,5 млн евро предусмотрены в виде бонусов. 5 августа 2022 года дебютировал за «Баварию» в матче Бундеслиги против «Айнтрахта», выйдя на замену Сержу Гнабри.
3 февраля 2025 года перешёл в «Тоттенхэм Хотспур» на правах аренды до конца сезона 2024/25 с опцией выкупа в размере 50 млн фунтов.

## Карьера в сборной
Выступал за сборные Франции до 17, до 18, до 19 лет и до 21 года.
1 июня 2022 года выиграл юношеский чемпионат Европы (до 17 лет), обыграв в финальном матче сборную Нидерландов.

## Достижения
«Бавария»
- Чемпион Германии (2): 2022/23, 2024/25

«Тоттенхэм Хотспур»
- Победитель Лиги Европы УЕФА: 2024/25

Сборная Франции (до 17 лет)
- Победитель чемпионата Европы (до 17 лет): 2022